# Punta Águila (Isla San Pedro)
La punta Águila es una punta de la isla San Pedro (o Georgia del Sur), ubicada en la costa norte de la isla, entre la bahía Guanca y la bahía Roquería.
Dicha isla forma parte del archipiélago de las Georgias del Sur, considerado por la Organización de las Naciones Unidas (ONU) como un territorio en litigio de soberanía entre el Reino Unido —que lo administra como parte de un territorio británico de ultramar— y la República Argentina, que reclama su devolución, y lo incluye en el departamento Islas del Atlántico Sur de la provincia de Tierra del Fuego, Antártida e Islas del Atlántico Sur.
El nombre de la punta recuerda a Jorge Néstor Águila, conscripto de Infantería de Marina de la Armada Argentina, que participó en la Guerra de las Malvinas, y junto al conscripto de Infantería de Marina Mario Almonacid,  falleció en combate en Grytviken el 3 de abril de 1982 durante un helidesembarco por la recuperación del archipiélago de las Georgias del Sur.